# Rakaia minutissima
Espèce
Synonymes
- Neopurcellia minutissima Forster, 1948

Rakaia minutissima est une espèce d'opilions cyphophthalmes de la famille des Pettalidae.

## Distribution
Cette espèce est endémique de Nouvelle-Zélande.  Elle se rencontre dans les régions de Waikato, de Taranaki et de Manawatū-Whanganui.

## Description
Le mâle holotype mesure 1,45 mm et la femelle paratype 1,70 mm.

## Systématique et taxinomie
Cette espèce a été décrite sous le protonyme Neopurcellia minutissima par Forster en 1948. Elle est placée dans le genre Rakaia par Boyer et Giribet en 2007.

## Publication originale
- Forster, 1948 : « The sub-order Cyphophthalmi Simon in New Zealand. » Dominion Museum Records in Entomology, vol. 1, no 7, p. 79–119.